# 아르테메터/루메판트린
아르테메터/루메판트린(Artemether/lumefantrine)은 상품명 코아르템 등으로 판매되며, 아르테메터와 루메판트린 두 가지 약물의 조합이다. 클로로퀸으로 치료할 수 없는 열대열원충에 의해 발생하는 말라리아를 치료하는 데 사용된다. 일반적으로 말라리아 예방에는 사용되지 않는다. 경구로 복용한다.
일반적인 부작용으로는 근육 및 관절 통증, 발열, 식욕 부진, 두통 등이 있다. 심각한 부작용으로는 긴 QT 증후군이 포함된다. 잘 연구되지는 않았지만, 임신 중 사용에도 안전한 것으로 보인다. 경증 또는 중등도의 신장 또는 간 문제가 있는 경우에도 용량을 변경할 필요가 없다.
이 조합은 1992년에 의학적 사용에 들어갔으며 중국에서 개발되었다. 이 약은 세계보건기구의 필수 의약품 목록에 포함되어 있다.  이것은 제네릭 의약품으로 이용할 수 없다.

## 의료 용도
이 조합은 효과적이고 잘 견딜 수 있는 말라리아 치료법으로, 다제내성 지역에서도 높은 완치율을 보인다.

## 부작용
코아르템은 아나필락시스 반응을 유발할 수 있다. 이 약은 대부분의 경우 경미하지만 두통, 어지러움 및 거식증을 자주 유발한다. 다른 비교적 흔한 부작용 (환자의 3% 이상)으로는 수면 장애, 귀울림, 떨림, 심계항진, 그리고 현훈, 위장 장애, 가려움증 및 비인두염과 같은 비특이적 반응이 포함된다.

## 상호 작용
음식, 특히 지방은 아르테메터와 루메판트린 모두의 흡수를 향상시키므로, 식사를 할 수 있게 되는 즉시 음식과 함께 정제를 복용하는 것이 권장된다. 코아르템은 QT 연장을 유발할 가능성이 있으므로, 이러한 특성을 가진 다른 약물과의 병용은 불규칙한 심장 박동을 유발할 수 있으며, 잠재적으로 치명적인 심실세동으로 이어질 수 있다. 다른 항말라리아제인 할로판트린과의 병용은 생명을 위협하는 QT 연장을 유발할 수 있다. 자몽 주스를 포함한 간 효소 CYP3A4의 활동에 영향을 미치는 약물 및 기타 물질은 물질의 종류에 따라 아르테메터/루메판트린의 혈중 농도를 높이거나 낮출 수 있다. 이는 더 심각한 부작용이나 효능 감소로 이어질 수 있다.

## 역사
2001년에 세계보건기구(WHO)의 효능, 안전성 및 품질에 대한 사전 자격 기준을 충족하는 최초의 고정 용량 아르테미시닌 기반 복합 요법이 개발되었다. 이 약은 아프리카의 여러 국가뿐만 아니라 스위스 의약품청, 유럽 의약품청(EMA) 및 미국 식품의약국(FDA)을 포함한 전 세계 80개국 이상에서 승인되었다.

## 사회 및 문화

### 치료 접근성
코아르템은 세계 에이즈·결핵·말라리아 퇴치 기금, 미국 대통령 말라리아 이니셔티브 및 기타 기부자의 보조금을 사용하여 개발도상국에 비영리적으로 제공된다. 노바티스는 2001년 이후 코아르템 가격을 50% 인하하여 전 세계 환자들의 접근성을 높였다. 첫 번째 중요한 가격 인하는 2006년에 발생했으며, 코아르템 가격은 평균 1.57 미국 달러에서 1.00 미국 달러로 하락했다. 2006년, 천연 성분인 아르테미시닌의 공급 상황이 개선됨에 따라 노바티스는 2004년 400만 치료제에서 2006년 6200만 치료제로 제약 산업에서 가장 공격적인 제조 규모 확장을 단행할 수 있었다. 노바티스와 파트너들은 중국과 뉴욕 서펀에 있는 시설의 생산 능력을 확장하기 위해 막대한 투자를 했다. 이러한 생산 능력 증가는 코아르템 공급이 수요를 충족하도록 보장했으며, 이는 노바티스가 코아르템 가격을 더욱 인하할 수 있게 했다. 2008년 4월, 노바티스는 코아르템의 공공 부문 가격을 약 20% 더 인하하여 평균 0.80 미국 달러(어린이 치료 팩의 경우 0.37 미국 달러)로 만들었다. 이러한 가격 인하는 생산 효율성 증대를 통해 가능했다.
이 프로그램 이전에 노바티스는 인도에 대해 소송을 제기하여 저렴한 제네릭 의약품의 판매를 금지하려 했다는 비판을 받았다. 인도 법원은 이 사건이 "암 [...] 및 다른 질병으로 고통받는 사람들이 너무 가난하여 비용을 지불할 수 없는 사람들에게 위협"이 된다고 말하며 노바티스에게 불리한 판결을 내렸다.

### 미국에서의 승인
2009년 4월 8일, 미국 식품의약국(FDA)은 코아르템이 최소 5킬로그램(약 11파운드)의 성인 및 어린이의 급성, 비합병증 말라리아 감염 치료에 승인되었음을 발표했으며 이는 미국에서 승인된 최초의 아르테미시닌 기반 복합 요법이다.

### 분산 정제
2009년 1월, 노바티스와 말라리아 치료제 개발 연합(MMV)은 말라리아에 걸린 어린이를 위해 특별히 개발된 아르테미시닌 기반 복합 요법인 코아르템 분산 정제를 출시했다. 코아르템 분산 정제는 코아르템과 동일한 비율의 아르테메터와 루메판트린을 함유하고 있다. 다른 제형과 마찬가지로 효과가 있다. 달콤한 맛의 코아르템 분산 정제는 소량의 물에 빠르게 분산되어 투여를 용이하게 하고 효과적인 용량 조절을 보장한다.